# Gonocalyx pterocarpus
Gonocalyx pterocarpus là một loài thực vật có hoa trong họ Thạch nam. Loài này được (Donn.Sm.) Luteyn mô tả khoa học đầu tiên năm 1976.